# Yuji Sugano
Yuji Sugano (菅野 裕二, Sugano Yuji, Aichi, 14 april 1961) is een Japans voormalig voetballer die als middenvelder speelde.

## Clubcarrière
Sugano begon zijn carrière bij Toyota Motors, de voorloper van Nagoya Grampus Eight. Sugano beëindigde zijn spelersloopbaan in 1992.

## Japans voetbalelftal
Yuji Sugano debuteerde in 1988 in het Japans nationaal elftal en speelde 1 interland.

## Statistieken
| Japans voetbalelftal | Japans voetbalelftal | Japans voetbalelftal |
| Jaar                 | Wed.                 | Dlp.                 |
| -------------------- | -------------------- | -------------------- |
| 1988                 | 1                    | 0                    |
| Totaal               | 1                    | 0                    |